# Entomogramma anteponens
Entomogramma anteponens är en fjärilsart som beskrevs av Walker 1857. Entomogramma anteponens ingår i släktet Entomogramma och familjen nattflyn. Inga underarter finns listade i Catalogue of Life.